# Diocesi di Jaso

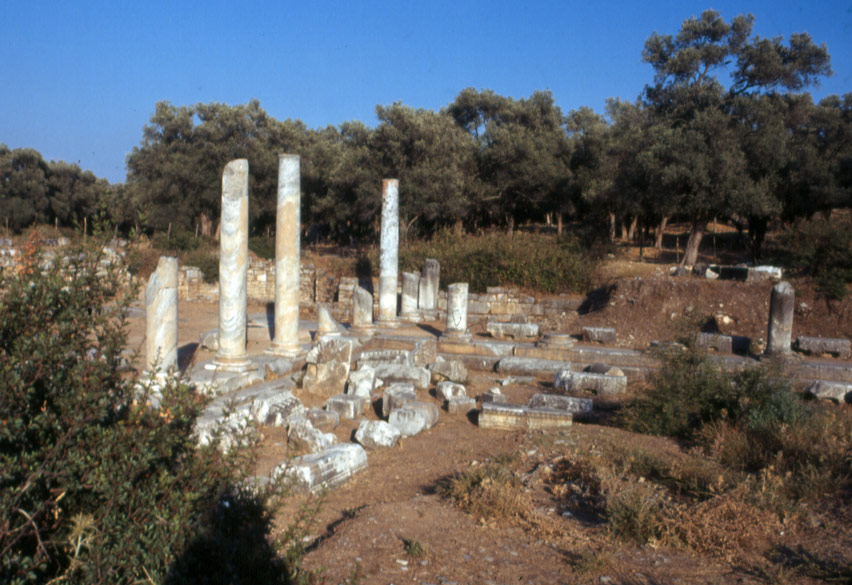
Iasos, resti dei portici dell'agorà (II secolo d.C.).

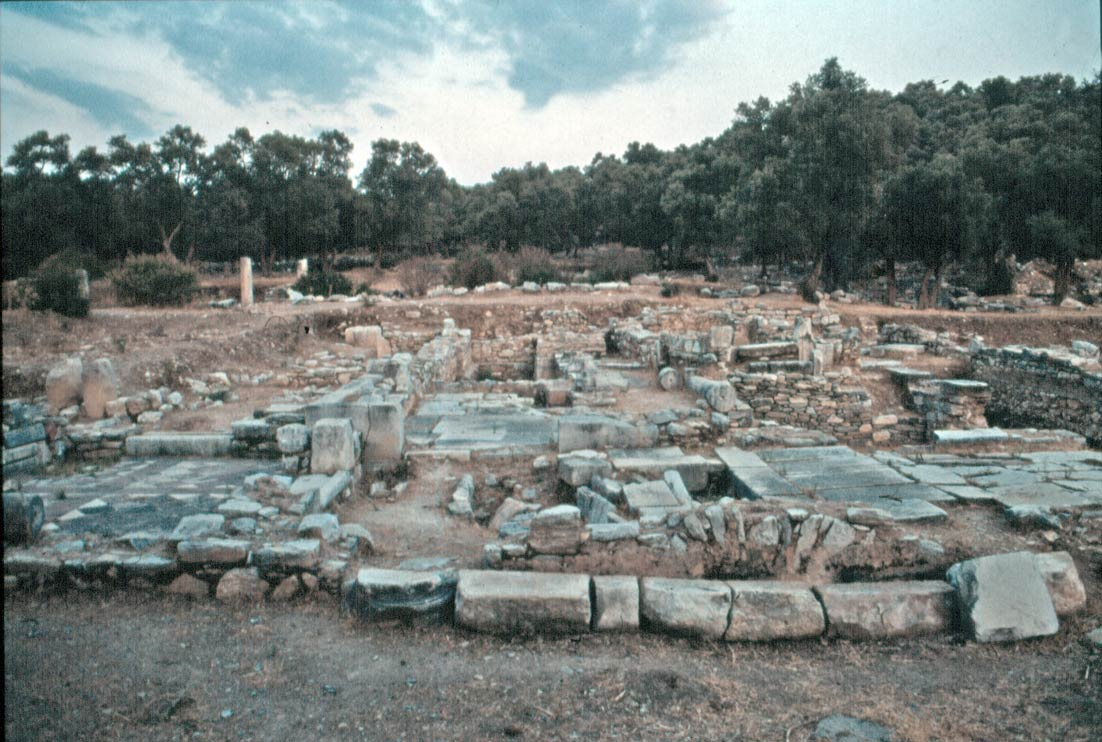
Iasos, resti della basilica cristiana di VI secolo al centro dell'agorà.

La diocesi di Jaso (in latino Dioecesis Iasensis) è una sede soppressa del patriarcato di Costantinopoli e una sede titolare della Chiesa cattolica.

## Storia
Iasos, identificabile con Asinkale nell'odierna Turchia, è un'antica sede episcopale della provincia romana della Caria nella diocesi civile di Asia. Faceva parte del patriarcato di Costantinopoli ed era suffraganea dell'arcidiocesi di Stauropoli.
La diocesi è documentata nelle Notitiae Episcopatuum del patriarcato di Costantinopoli fino al XII secolo.
Il primo vescovo noto di Jaso è Temistio, documentato in due occasioni. Tra il 22 giugno e il 22 luglio 431 figura tra i membri che presero parte al concilio di Efeso. Il suo nome poi appare in una lettera, scritta verso la fine dell'anno, dal patriarca Massimiano di Costantinopoli al clero e al popolo di Tenedo per comunicar loro la deposizione del loro vescovo Anastasio, a causa delle sue idee nestoriane; il concilio efesino provò senza ombra di dubbio la colpevolezza di Anastasio sulla fede di numerose testimonianze, tra cui quella del vescovo Temistio di Jaso.
Tre vescovi sono noti per la loro partecipazione ai concili ecumenici tra il VI e il IX secolo: Flaccillo intervenne al concilio di Calcedonia nel 451; Davide assistette al secondo concilio di Nicea nel 787; Gregorio partecipò al concilio di Costantinopoli dell'879-880 che riabilitò il patriarca Fozio di Costantinopoli.
Altri due vescovi sono noti grazie ad altre fonti. Il vescovo Agatodoro, menzionato in una cronaca siriaca, fu deposto su ordine di Giustino I attorno al 519 per la sua adesione al partito monofisita. Un'ampolla per olii sacri trovata a Iasos riporta il nome del vescovo Erasino; tuttavia l'ampolla potrebbe essere appartenuta ad un vescovo della Palestina, luogo dove il nome Erasino è attestato tra VI e VII secolo.
Dal XVIII secolo Jaso è annoverata tra le sedi vescovili titolari della Chiesa cattolica; la sede è vacante dal 7 febbraio 1969. Il suo ultimo titolare è stato Salvador Martínez Silva, vescovo ausiliare di Zamora (1940-1951) e di Morelia (1951-1969).

## Cronotassi

### Vescovi greci
- Temistio † (menzionato nel 431)
- Flaccillo † (menzionato nel 451)
  - Agatodoro ? † (? - circa 519 deposto) (vescovo monofisita)
- Erasino ? † (VI-VII secolo)
- Davide † (menzionato nel 787)
- Gregorio † (menzionato nell'879)

### Vescovi titolari
- Bartolomé Gascón † (17 marzo 1727 - ? deceduto)
- Emanuele Maria Thun † (24 luglio 1797 - 11 agosto 1800 nominato vescovo di Trento)
- Ernst Maria Ferdinand von Bissingen † (23 dicembre 1801 - 12 marzo 1820 deceduto)
- Etienne-Louis Charbonnaux, M.E.P. † (15 giugno 1841 - 23 giugno 1873 deceduto)
- Gaetano d'Alessandro † (24 marzo 1884 - 18 marzo 1888 succeduto vescovo di Cefalù)
- John Joseph Keane † (14 agosto 1888 - 29 gennaio 1897 nominato arcivescovo titolare di Damasco)
- Gregorio Ignazio Romero † (19 giugno 1899 - 21 febbraio 1915 deceduto)
- Antoni Laubitz † (8 novembre 1924 - 17 maggio 1939 deceduto)
- Salvador Martínez Silva † (10 agosto 1940 - 7 febbraio 1969 deceduto)